# Stupnik
Stupnik es un municipio de Croacia en el condado de Zagreb.

## Geografía
Se encuentra a una altitud de 130 m s. n. m. a 17 km de la capital nacional, Zagreb.

## Demografía
En el censo 2011, el total de población del municipio fue de 3868 habitantes, distribuidos en las siguientes localidades:
- Gornji Stupnik - 1 444
- Donji Stupnik -  2 066
- Stupnički Obrež  - 358